# 西双湖水库
西双湖水库是中国江苏省连云港市东海县境内的一座水库，位于跃进河上，建于1960年。水库正常库容为1610万立方米，集雨面积为22平方千米，海拔为32米。